# Juste Perrot
Pour les articles homonymes, voir Perrot.
Juste Perrot, né à Paris et mort en 1643, est un moine chartreux français qui fut prieur de la Grande Chartreuse de 1631 à 1643 et donc ministre général de l'ordre des Chartreux. 

## Biographie
Juste Perrot est issue d'une famille noble de Paris. Une de ses cousines est l’épouse d’un d'Aligre, un des présidents du conseil. Il est militaire avant de se faire chartreux à la Grande Chartreuse. 
En 1618, il est procureur de Villette, et secrétaire du général Bruno d'Affringues, fondé de pouvoir du monastère. L’ascension de Dom Juste au sein de l’ordre des chartreux est étroitement lié à celle de deux autres officiers de la Grande Chartreuse, Dom Gervais Massé et Dom Alphonse du Plessis de Richelieu, frère du cardinal-ministre. Tous les trois ont commencé leur carrière à la Grande Chartreuse sous le mandat de Dom Bruno d’Affringues. 
Bruno d'Affringues subit une congestion cérébrale en février 1631 ; victime de paralysie et totalement immobilisé, Dom Bruno n’est plus en état de mener à bien son mandat. Dom Juste Perrot assure l’intérim de la charge, jusqu’à la destitution de son supérieur, qu'il remplace une fois sa démission, acceptée par le Chapitre Général de 1631.
Quelques jours après sa prise de fonction, Dom Juste Perrot renouvelle les hommages que son prédécesseur adressait régulièrement à l’archevêque d’Aix puis de Lyon ;  il reconnaît la supériorité incontestable d’Alphonse de Richelieu, qui fut son égal en tant qu’officier de la Grande Chartreuse, et va jusqu’à se qualifier de « créature » du primat des Gaules.
Les rênes de la Grande Chartreuse passent donc aux mains d’un triumvirat où chacun remplit une fonction particulière : Dom Gervais Massé, courrier de la Grande Chartreuse, s’occupe de l’agrandissement du temporel, avec l’appui d’Alphonse de Richelieu, alors que Dom Juste Perrot gère les relations entre les différentes maisons de l’ordre. Dom Gervais Massé et Dom Juste Perrot sont pleinement immergés dans les intrigues du siècle. Outre les protections, ce sont les emprunts qu’il faut négocier pour obtenir les liquidités nécessaires à la politique de croissance du temporel.
À partir des années 1630, Dom Juste Perrot promu père général renoue avec le modèle décentralisé des « obédiences » autonomes exploitées en faire-valoir direct par des frères et des domestiques.
Dom Perrot continue les constructions commencées par son prédécesseur et agrandit encore le monastère de Chartreuse. Après avoir fait agrandir le cloître pour accueillir davantage de novices, Dom Juste Perrot fait peu avant sa mort appel à la générosité des maisons de l’ordre pour doter son monastère d’une église plus importante. Il propose de doubler pour chaque maison de l’ordre la taxe pour le chapitre général, afin de permettre  l’achat du bois des charpentes.

## Écrits
- Juste Perrot (prieur de la Grande Chartreuse.), Breviarium Cartusiani ordinis, ex ordinatione Capituli Gen. curâ R.P.D. Iusti [Perrot], prioris Cartusiae, ac totius Ordinis Generalis correctum, et impressum, 1643, 3 p. (présentation en ligne)